# 나우루의 지질

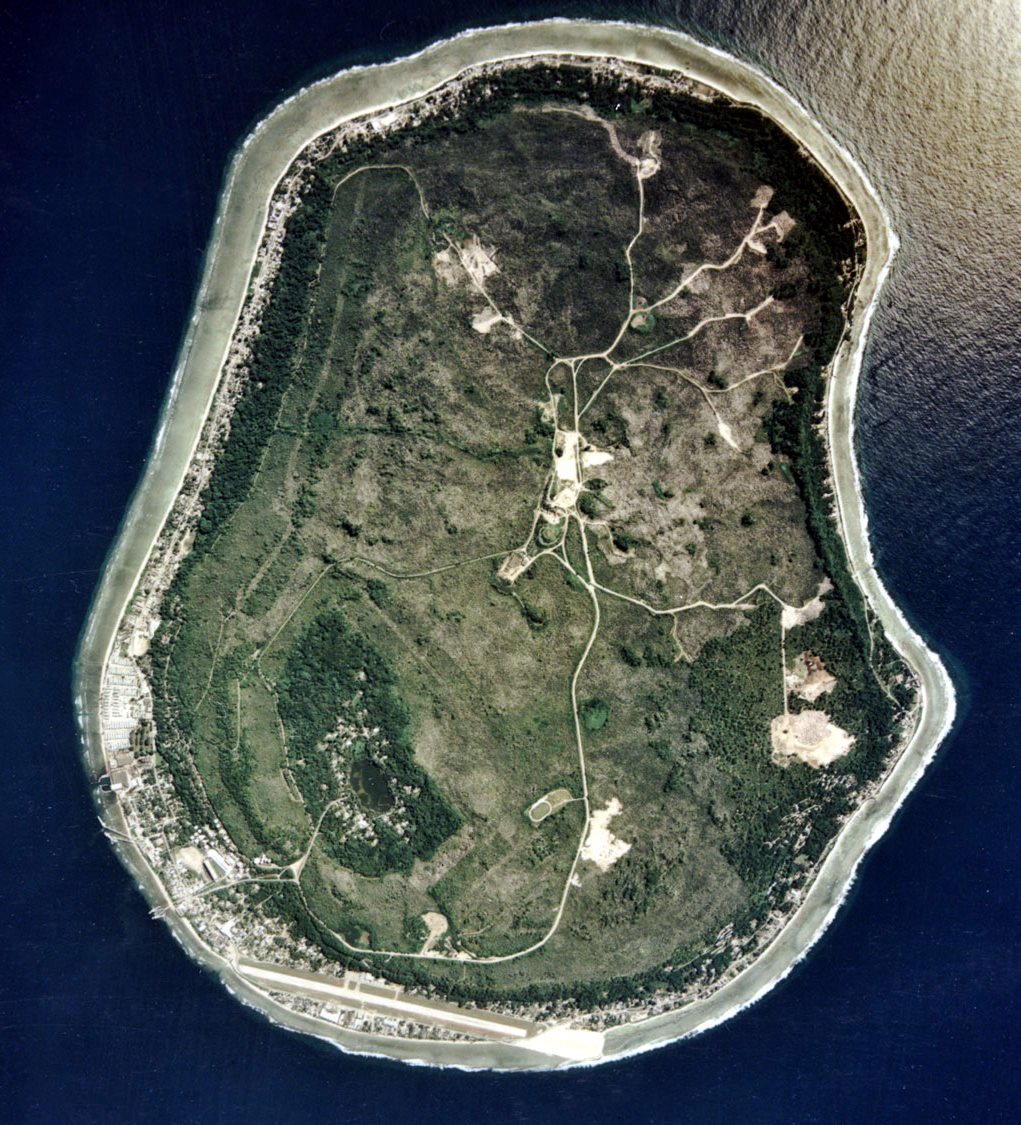
2002년 나우루의 항공사진. 동쪽의 아니바레만과 남서쪽의 부아다 석호를 관찰할 수 있다.

나우루는 1억 3천 2백만 전에 해령에서 형성된 태평양판의 일부인 나우루 분지에 위치해 있다. 에오세 중기(3천 5백만 년 전)부터 올리고세 시대까지 열점 위에 해저화산이 형성되어 현무암으로 구성된 해산을 만들었다. 이 해산은 해저면 위로 4300m 이상 솟아 있다. 이 열점은 주요 태평양판의 재편성과 동시에 발달했다.
해저 화산은 해수면까지 침식되었고 그 위에 약 500m 두께의 환초가 자랐다. 표면 근처의 산호는 500만 년에서 30만 년 전의 것으로 추정된다. 본래의 석회암은 해수의 마그네슘에 의해 백운암화되었다. 산호는 해수면 위로 약 30m까지 융기됐으며, 현재는 전형적인 카르스트 양식으로 침식되어 높이 20m의 첨탑을 형성한 백운석 석회암 노두를 형성했다. 해수면 아래 최소 55m 깊이까지 석회암이 용해되어 공동, 싱크홀, 동굴을 형성했다.
나우루는 바닷새의 번식지였으며 섬 표면의 함몰부는 두께가 몇 미터에 달하는 인산염이 풍부한 구아노 층으로 채워졌다.
아니바레만은 화산 동쪽 면의 수중 붕괴로 형성되었다. 붕괴는 해수면 아래 약 900m에서 1100m 사이에서 호 모양의 블록이 바깥쪽으로 회전하는 원형 극장 모양의 구조를 형성했다. 만 북쪽의 이유브구에는 북서쪽으로 내륙으로 뻗어 있는 단층이 있다. 부아다 석호는 해수면이 낮았을 때 석회암이 용해된 후 붕괴되어 형성되었다.
나우루는 아래의 태평양판과 함께 매년 104mm 속도로 북서쪽으로 이동하고 있다.
나우루에는 개천이나 강이 없다. 물은 지붕의 집수 시스템에서 얻는다. 이외의 물은 인산염 화물을 싣기 위해 돌아오는 선박의 평형수 형태로 나우루로 운반된다.
담수는 부아다 석호와 북동쪽의 이유브구 및 아나바르구 절벽 기슭에 있는 일부 염연못에서 찾을 수 있다. 섬 남동쪽의 모콰 동굴에는 모콰 우물이라는 지하 호수가 있다.

## 같이 보기
- 나우루의 인광석 산업

## 내용주
1. ↑  Republic of Nauru. 1999. Climate Change Response Under the United Nations Framework Convention on Climate Change URL Accessed 2006-05-03
2. 1 2 3 4 5  Maharaj, Russell J. (May 2003). “Evaluation of Impacts of Harbour Engineering Anibare Bay, Republic ofNauru” (PDF). 《SOPAC Miscellaneous Report 506》. South Pacific Applied Geoscience Commission. 5쪽. 2011년 12월 4일에 확인함.
3. 1 2 3 4  Department of Economic Development and Environment (April 2003). “First National Report To the United Nations Convention to Combat Desertification (UNCCD) Republic of Nauru” (PDF). 7쪽. 2007년 6월 5일에 원본 문서 (PDF)에서 보존된 문서. 2011년 12월 4일에 확인함.
4. ↑  Viviani, N. (1970). 《Nauru: Phosphate and Political Progress》. Canberra.: Australian National University Press.
5. ↑  Nugent Jr., L. E. (1948). 《Emerged Phosphate Islands in Micronesia》. 《Bulletin of the Geological Society of America》 59. 977–994쪽. Bibcode:1948GSAB...59..977N. doi:10.1130/0016-7606(1948)59[977:EPIIM]2.0.CO;2.
6. ↑  “Yaren | district, Nauru”. 《Encyclopedia Britannica》 (영어). 2019년 9월 2일에 확인함.
7. ↑  “Nauru”. 《A Directory of Wetlands in Oceania》. 2011년 8월 5일에 원본 문서에서 보존된 문서. 2011년 12월 4일에 확인함.
8. ↑  “Integrated Water Management in Pacific Island Countries” (PDF). 2012년 4월 26일에 원본 문서 (PDF)에서 보존된 문서. 2011년 12월 4일에 확인함.
9. ↑  “Pacific Adaptation to Climate Change - Nauru” (PDF). 2009. 7쪽. 2012년 7월 23일에 원본 문서 (PDF)에서 보존된 문서. 2011년 12월 4일에 확인함.